# Semele rupicola
Semele rupicola är en musselart som beskrevs av Dall 1915. Semele rupicola ingår i släktet Semele och familjen Semelidae. Inga underarter finns listade i Catalogue of Life.